# Deltochilum valgum
Deltochilum valgum är en skalbaggsart som beskrevs av Hermann Burmeister 1873. Deltochilum valgum ingår i släktet Deltochilum och familjen bladhorningar.

## Underarter
Arten delas in i följande underarter:
- D. v. longiceps
- D. v. acropyge